# Gaylussacia montana
Gaylussacia montana là một loài thực vật có hoa trong họ Thạch nam. Loài này được (Pohl) Sleumer mô tả khoa học đầu tiên năm 1967.